# Julius Stadler

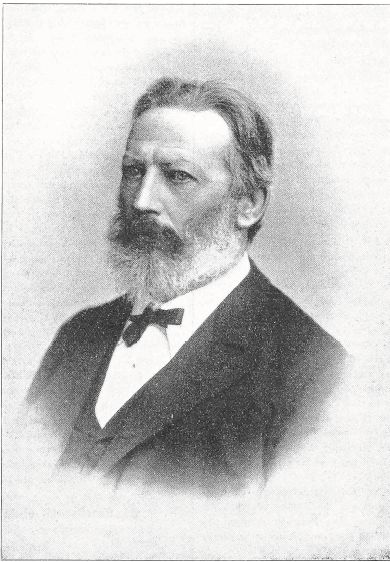
Porträt aus dem Nekrolog der Schweizerischen Bauzeitung

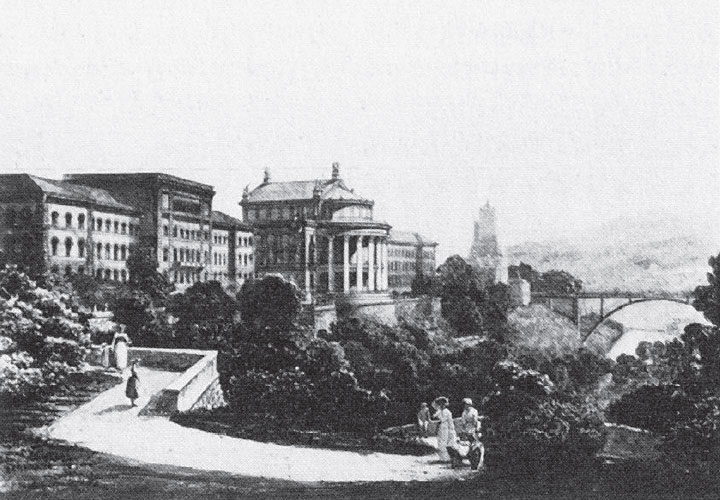
Aquarell von Stadler: Bundeshaus-Projekt von Alfred Friedrich Bluntschli

Julius Jakob Stadler (geb. 8. August 1828 in Zürich; gest. 26. November 1904 in Lauenen) war ein Schweizer Architekt, Aquarellist und Hochschullehrer an der ETH Zürich.

## Leben und Wirken
Julius Stadler, Sohn des Architekten Hans Conrad, ging bei seinem Vater in die Lehre. 1844 begann er eine Maurerlehre in Karlsruhe und begann dann das Architekturstudium am Polytechnikum Karlsruhe, er studierte bei Friedrich Eisenlohr. 1848 musste er sein Studium jedoch unterbrechen, da das Institut wegen der Revolution 1848 geschlossen war. Nach kurzem Militärdienst in der Schweiz ging er nach München, wo wegen der Unruhen auch kein Studium möglich war; er studierte daraufhin an der Berliner Bauakademie, wo er 1853 abschloss. Es folgte die für junge Architekten damals oft übliche Bildungsreise, die ihn während zweier Jahre nach Belgien, Frankreich und Italien führte.

### Zürich
1855, bei der Gründung des Eidgenössischen Polytechnikums, wurde er zum Hilfslehrer für Architekturzeichnen ernannt und assistierte dem ersten Entwurfsprofessor Gottfried Semper bei dessen Entwurfsaufgaben. Mit dem Gründungsprofessor für Kunstgeschichte Jacob Burckhardt, der Zürich 1858 allerdings wieder verliess, befreundete er sich in dieser Zeit.
Seit 1868 Privatdozent, wurde er nach Sempers Weggang 1872 Professor für Stillehre, Ornamentik und Kompositionsübungen. Letzteres Fach ging 1884 an Friedrich Bluntschli, während er Stillehre und Ornamentik bis zur Emeritierung 1893 behielt.
1868–1869 war er Präsident des Schweizerischen Ingenieur- und Architektenvereins, 1883 Jurymitglied der ersten Schweizerischen Landesausstellung, 1883–1888 Präsident der Zürcher Kunstgesellschaft.

## Bedeutung
Seine Bedeutung liegt – angesichts des schmalen architektonischen Werks – vor allem als Aquarellist architektonischer Landschaften begründet und als Lehrer mehrerer Architektengenerationen, herausgehoben werden seine Exkursionen an die oberitalienischen Seen und die florentinische Landschaft.